# Blaesoxipha ragg
Blaesoxipha ragg är en tvåvingeart som beskrevs av Thomas Pape 1994. Blaesoxipha ragg ingår i släktet Blaesoxipha och familjen köttflugor. Inga underarter finns listade i Catalogue of Life.